# الجيش العاشر (فيرماخت)
الجيش العاشر (ألماني: 10). Armee) جيشًا ميدانيًا للحرب العالمية الثانية في فيرماخت (ألمانيا).
تم تنشيط الجيش 10 الجديد في عام 1943 كجزء من موقف أدولف هتلر الأخير، الذي شهد حركة خاصة في أواخر عام 1943 وأوائل عام 1944 على طول «خط الشتاء» في معركة سان بيترو انفيني ومعركة مونتي كاسينو قبل الاستسلام في النهاية بالقرب من جبال الألب. من بين قواته في كاسينو فيلق بانزر الرابع عشر وفرقة المظليين للوفتفافه.

## القادة
|  | {{{officeholder}}} |
|  | {{{officeholder}}} |
|  | {{{officeholder}}} |
|  | {{{officeholder}}} |

 الوقت في المكتب
| <abbr title="<nowiki>Number</nowiki>">لا. |                          | القائد                                                       | تولى منصبه     | ترك المكتب     |                  |
| ----------------------------------------- | ------------------------ | ------------------------------------------------------------ | -------------- | -------------- | ---------------- |
| 1                                         | فالتر فون رايخيناو       | Generaloberst </br> والتر فون Reichenau </br> (1884-1942)    | 6 أغسطس 1939   | 10 أكتوبر 1939 | 65 أيام          |
| 2                                         | Heinrich von Vietinghoff | Generaloberst </br> هاينريش فون فيتينجهوف </br> (1887-1952)  | 15 أغسطس 1943  | 24 أكتوبر 1944 | 1 السنة، 70 أيام |
| 3                                         | Joachim Lemelsen         | جنرال دير بانزتروب </br> يواكيم لميلسن </br> (1888-1954)     | 24 أكتوبر 1944 | 15 فبراير 1945 | 114 أيام         |
| 4                                         | Traugott Herr            | General der Panzertruppe </br> تراوجوت هير </br> (1890-1976) | 15 فبراير 1945 | 2 مايو 1945    | 76 أيام          |